# Coro de la catedral de Burgos

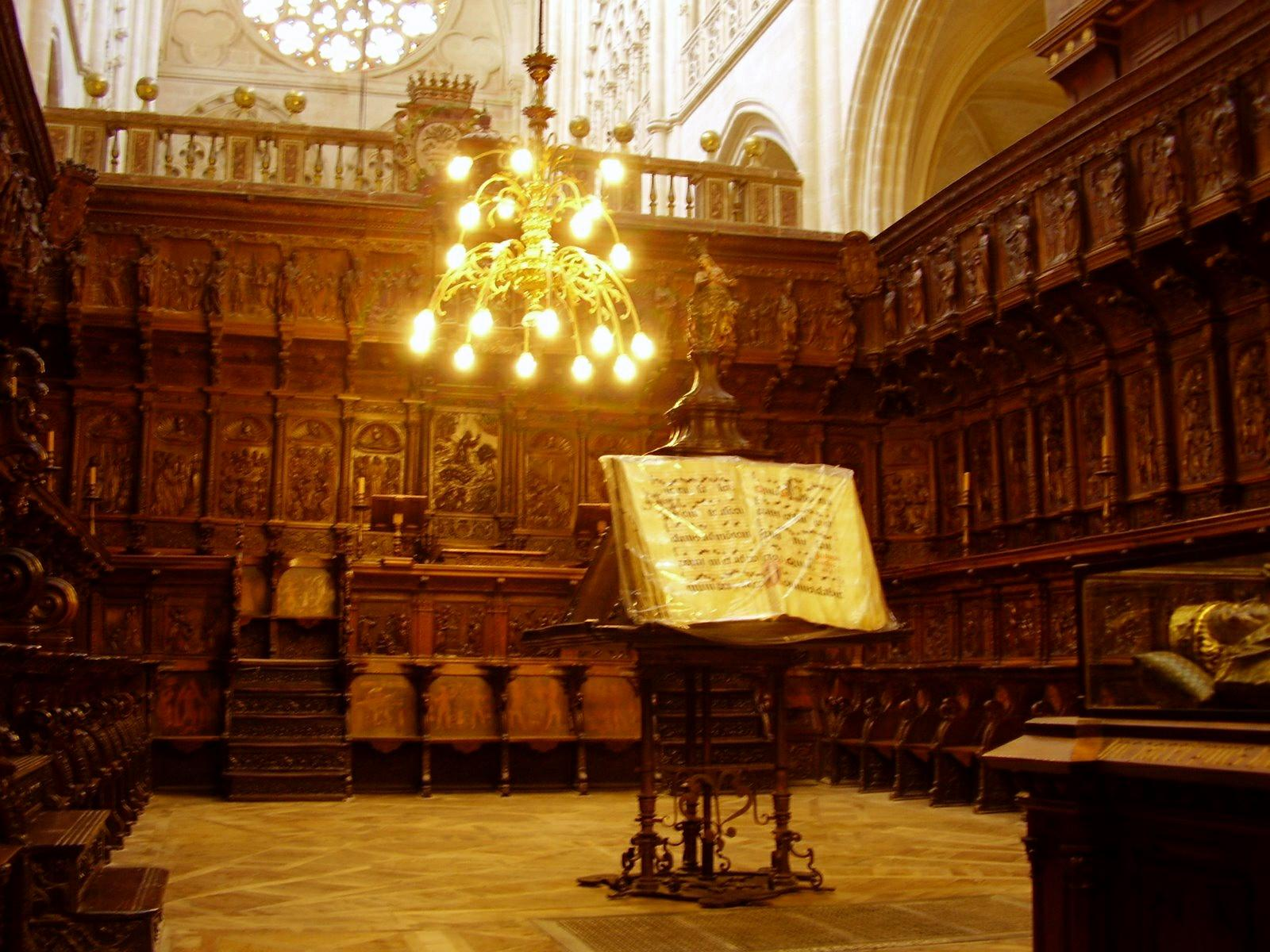
Aspecto general del coro de la Catedral de Burgos.

El actual coro de la catedral de Burgos (Castilla y León, España), que ocupa los tres tramos de la nave mayor inmediatamente anteriores al crucero del templo, con su magnífica sillería formada por 103 asientos tallados en nogal, es el resultado de distintas fases constructivas. Así, el primer coro, de estilo gótico y hoy desaparecido, estaba situado en el presbiterio, en los flancos del viejo retablo mayor, siguiendo el modelo francés, donde el coro capitular se ubica siempre en la cabecera.

## Sillería renacentista
La vieja sillería gótica fue sustituida a partir de 1505 por una nueva de tres alturas tallada en estilo renacentista plateresco por el artista borgoñón Felipe Bigarny en colaboración con otros artistas como Andrés de Nájera o de San Juan y, quizá, Guillén de Holanda. En toda ella se desparrama una abigarrada serie de relieves con escenas del Antiguo y el Nuevo Testamento, y otras del santoral cristiano. En el siglo XVI se puso de moda en las catedrales españolas situar la sillería en medio de la nave mayor, y así se hizo hacia 1522 con la tallada por Bigarny en Burgos, trasladando las dos hileras de sillerías del presbiterio hasta los pies de la nave. Las modificaciones requeridas por el cambio de ubicación corrieron a cargo de, entre otros escultores, Simón de Bueras, García de Arredondo y Luis Gabeo. En 1586 García de Arredondo realizó un cátedra para el arzobispo siguiendo el gusto renacentista romanista de la época, y años después, desde 1619, se esculpió en estilo clasicista y sobre planos trazados por los arquitectos Juan de Naveda y Felipe Alvaredo una hilera nueva que cerró transversalmente la nave, configurando la actual planta en forma de U.

## Reja, órganos y otro mobiliario
La parte anterior del coro, asomada al crucero de la catedral, fue limitada en 1602 por una extraordinaria reja forjada por el aragonés Juan Bautista Celma, quien la remató con un Calvario y con las armas del cardenal Antonio Zapata y Cisneros, arzobispo de Burgos y promotor de la obra. En el centro del espacio coral se conserva hoy la escultura fúnebre del obispo Mauricio, el fundador de la catedral gótica. Este bulto yacente, tallado en madera y recubierto de cobre repujado con aplicaciones de pedrería, dorados y esmaltes de Limoges, estaba originalmente emplazado en el presbiterio, como correspondía a su condición de artífice del templo. Se trata de una obra gótica fechable poco después de la muerte del prelado en 1238. La pequeña Inmaculada que remata el facistol salió de la mano del vasco Juan de Anchieta. Sobre la sillería, a ambos lados, hay dos órganos; uno es barroco, obrado por Juan de Argüeta en 1636, aunque fue modificado por José de Echevarría a principios del siglo XVIII; el otro es neoclásico, como manifiesta la caja realizada por el ensamblador Manuel Cortés para cubrir el ingenio ejecutado por el maestro organero Juan Manuel de Betolaza.

## Trascoro

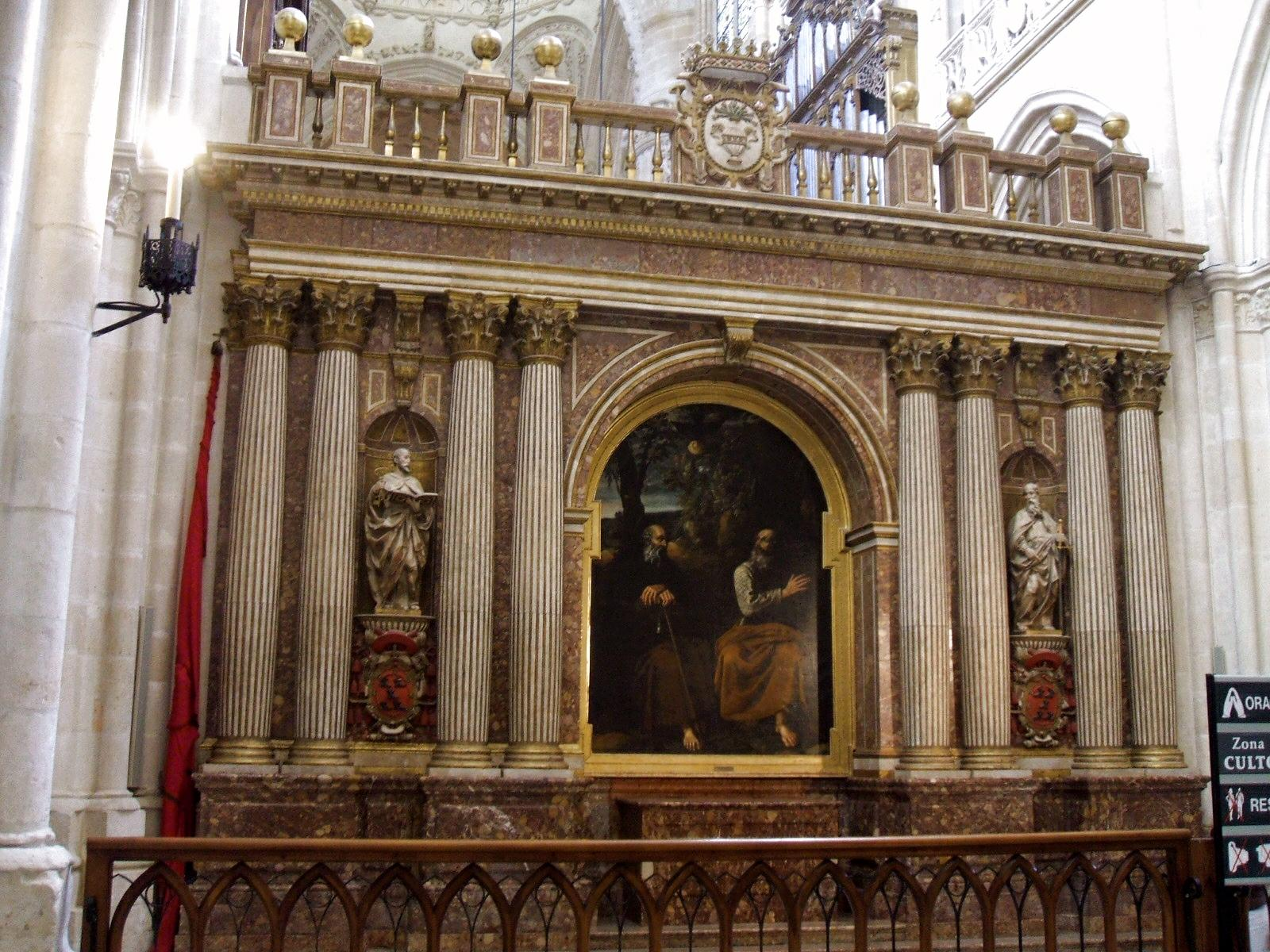
Frontal del trascoro.

El frontal del trascoro, mirando a los pies de la nave, se construyó con ricos materiales en 1626 a modo de retablo marmóreo articulado en tres calles y rematado con una solución arquitrabada con balaustrada y embolados; las calles de los lados vienen definidas por dos pares de columnas corintias de fustes estriados, ocho en total, en cuyos intercolumnios se abren sendas hornacinas que acogen dos esculturas de alabastro encargadas en 1623 a Antonio de Riera; la calle central consiste en un arco de medio punto en arcosolio donde se encaja un lienzo que retrata a los santos ermitaños Antón y Pablo, atribuido alguna vez al riojano afincado en Burgos Diego de Leiva, se sabe por una carta de Zapata de 1623 que había sido encargado a un «insigne pintor» y traído de Madrid. Habiendo gustado este frontal del trascoro, se procedió a guarnecer del mismo modo los laterales, según proyecto de Juan de la Sierra ejecutado entre 1656 y 1659 por Juan de los Helgueros, quien colocó en los nichos una serie de seis lienzos del monje benedictino fray Juan Ricci dedicados a San Antonio, San Francisco, Santa Céntola y Santa Elena, Santa Victoria, Santa Casilda, y San Julián de Cuenca, tratándose los cinco últimos de santos burgaleses  o con reliquias conservadas en la catedral. Estos seis cuadros barrocos se disponen tres a cada lado, presidiendo unos arcosolios concebidos como pequeños altares. Figuran entre las obras más conocidas de Juan Ricci, y a ellos dedicó unos versos el escritor francés Téophile Gautier, quien visitó la catedral burgalesa en 1845.